# Central hidroeléctrica de Cheboksary
La central hidroeléctrica de Cheboksary (en ruso: Чебокса́рская ГЭС, Cheboksary GES) es una central hidroeléctrica en Novocheboksarsk, Chuvasia, Rusia. Está situada en el río Volga, la última de la cascada Volga-Kama. La presa de la central hidroeléctrica forma el embalse de Cheboksary.

## Datos técnicos
La Unión Soviética empezó la construcción del embalse en 1968, completándola en 1986. El complejo consiste en una central de energía construida sobre la presa, de 548 m de largo, con un muro de desagüe de hormigón de 120 m, presas rellenadas de tierra con una longitud total de 3355 m, y una esclusa de dos líneas de una sola cámara. El frente de agua total es de 4480 m. La energía instalada en 1.404 MW, habiéndose diseñado para una producción anual de 3.310 GWh, aunque la producción actual es de 2.100 GWh debido a la disminución del nivel de las aguas del embalse. La central cuenta con 18 unidades generadoras equipadas con turbinas Kaplan. La presa forma el embalse de Cheboksary, que cubre una superficie de 2.182 km².

## El problema del nivel del embalse
La estación comenzó a trabajar en 1981, con un nivel del agua reducido a 63 m por encima del nivel del mar. La mayoría del terreno inundado pertenecía a la república de Mari-El, e incluía valioso prados y varias hectáreas de bosques de robles que no habían sido debidamente taladas.
El aumento del nivel del agua al valor que se había diseñado, 68 m, fue obstaculizado por la protección incompleta de las orillas del embalse, y más tarde por la oposición del óblast de Nizhni Nóvgorod y la república de Mari-El. El embalse opera a 63 m, lo que implica la disminución de la energía generada. El haber disminuido el nivel del agua supone también una dificultad para la navegación, ya que el tramo Nizhni Nóvgorod-Gorodets sólo admite buques con una profundidad de 3 m, mientras que en otras partes del Volga se permite hasta 4 m. La calidad del agua en el embalse está degradada debido a que las aguas poco profundas abarcan el 33% del total, en lugar del 19% que se había diseñado. 
El aumento del nivel del agua causaría inundaciones de grandes áreas del óblast de Nizhni Nóvgorod y del Mari-El, incluyendo la mayor parte de Nizhni Nóvgorod entre el Volga y el Oká.